# 黑斯多夫
黑斯多夫是德国巴伐利亚州的一个市镇。总面积24.78平方公里，总人口3489人，其中男性1779人，女性1710人（2011年12月31日），人口密度141人/平方公里。